# Vjetropark Gansu
Gansu vjetropark  ili Jiuquan vjetroelektrana je grupa velikih vjetrenjača u izgradnji u zapadnoj pokrajini Gansu u Kini. Vjetropark Gansu nalazi se u pustinjskom području u blizini grada Jiuquana na dvije lokacije: u okrugu Guazhou i blizu grada Yumen, u sjeverozapadnoj pokrajini Gansu, koja ima značajan potencijal energije vjetra. S više od 7.000 turbina raspoređenih u redove koji se protežu duž pješčanog horizonta, jedan je od najvećih svjetskih vjetroparkova, sposobnih za generiranje dovoljno električne energije za opskrbljivanje jedne  „male zemlje“. Projekt vjetropark Gansu ima značajan doprinos održivom razvoju jednog od najsiromašnijih pokrajna u Kini.  Kompleks ima planirani kapacitet od 8 GW.

## Općenito
Vjetropark Gansu je jedan od šest nacionalnih megaprojekata vjetroelektrani odobrenih od strane kineske vlade. Očekuje se da će do 2020. godine proizvoditi do 20.000 MW, a prema procjeni troškovi će iznositi oko 120 milijardi kineskih juana (17,5 milijardi dolara). Na projektu radi više od 20 izvođača na dvije lokacije u okrugu Guazhou i u blizini grada Yumen.Ovo je najveći svjetski program instalacije turbina, dvostruko veći od svog najbližeg suparnika, SAD-a. Međutim, IEA upozorava da je Kina izgradila toliko kapaciteta za proizvodnju ugljena, da 15% vremena prekida rad vjetroturbina. Problem je u tome što elektrane na ugljen imaju veći prioritet pristupa mreži.

## Faze izgradnje
| Faze izgradnje | Kapacitet | Broj vjetroelektrana(snaga) |
| -------------- | --------- | --------------------------- |
| Prva           | 3800 MW   | 18(200 MW)+2(100 MW)        |
| Druga          | 8000 MW   | 40(200 MW)                  |

Planirani kapacitet je bio 5.160 MW do 2010., 12.710 MW do 2015. i 20.000 MW do 2020. godine. 
U 2008. godini započela je izgradnja dalekovoda snage 750 kV koji služi za transport električne energije iz vjetroelektrane, dok je izgradnja samih vjetroelektrana započela u kolovozu 2009. godine. Električna energija se otkupljuje je po cijeni od 0,54 juana po kWh (0,082$), iako bi električna energija iz termoelektrane na ugljen bila upola jeftinija. Od početka proizvodnje (31. listopada 2011. godine) vjetroelektrana je proizvela oko 6,26 milijardi kWh od toga 5,96 milijardi kWh proizvedeno u 2011. godini.
U studenom 2010. godine Wang Jianxinu, direktor Jiuquanovog odbora za razvoj i reformu najavio je završetak prve faze projekta koji uključuje instalaciju više od 3.500 vjetroturbina s instaliranim kapacitetom oko 5.160 MW. Ukupna instalirana snaga u ožujku 2012. godine porasla je na oko 6000 MW, što je otprilike jednako ukupnoj snazi svih vjetroelektrana u Velikoj Britaniji u to vrijeme. Dnevno se postavi i do 36 vjetroturbina. 

## Koordinirani kontrolni centar
"Kontrolni centar vjetroelektrana" pušten je u rad 1. ožujka 2012. godine kako bi se prilagodio rad 18 vjetroelektrani u vjetroparka Gansu, koji iznosi ukupno 10 GW, a sve kako bi se zadovoljile potrebe prijenosne mreže koja je ograničena na 1,5 GW. To je omogućilo proizvodnju 
1 GWh više struje dnevno te značajno poboljšalo stabilnost sustava.
Ograničenje rada vjetroturbina je prva metoda za rješavanje naizmjeničnog vjetra, ali obično gubi raspoloživi učinak kada je postignut prijenosni kapacitet električne mreže. Druge metode uključuju ili dodatnu lokalnu industrijsku upotrebu ili dodatnu lokalnu pohranu.

## Potražnja i iskorištavanje
S obzirom na to da lokalna vlada favorizira upotrebu ugljena te nedovoljnom kapacitetu za prijenos energije na velike udaljenosti, vjetropark Gansu trenutačno ima najnižu stupanj iskoristivosti potencijala energije vjetra u Kini. Statistički podaci Nacionalne energetske administracije pokazali su da je u 2015. godini u Jiuquan izgubljeno čak 39% energije vjetra. Dio problema je i mjesto. Gansu je neplodna, planinska pokrajina, izabrana zbog jakih vjetrova i potencijala za rast. Ali to je daleko od gradova koji rastu u istočnoj Kini, čineći prijenos električne energije otežanim do istočnih dijelova zemlje. Kina je uvelike usporila izgradnju novih vjetroturbina kako bi se borila s prekomjernom ponudom povremene i nepouzdane energije koju dobiva iz vjetra koja uzrokuje smetnje u radu opskrbe. Snaga vjetra oštećuje električnu mrežu jer je količina električne energije koju generiraju vjetroelektrane vrlo isprekidana i ne podudara s vremenima dana kada je najpotrebnija. To predstavlja ogroman sigurnosni izazov operatorima koji upravljaju radom mreže i čini električnu mrežu znatno nepouzdanom.

## Problem prekomjerne izgradnje
Prema pravilu iz 2006. godine projekt gradnje vjetroelektrane kapaciteta ispod 50 MW može biti odobreno i od strane  lokalne samouprave, a izvorno svi ti projekti trebaju biti odobreni od središnje vlasti. Ova politika ima pozitivnu ulogu u razvoju energije vjetra u Kini, ali ima i neke negativne učinke. Nakon objavljivanja ove politike, za odobrenje projekata vjetroelektrane, kao što su procjene usklađenih resursa (npr. potražnja za energijom i izgradnja dalekovoda) nije potrebna ili nije obvezna tijekom procesa administracije koju provodi lokalna vlast. Dalekovode mogu graditi samo dvije tvrtke, koje su izvan kontrole lokalnih vlasti. Stoga će zbog toga doći do ozbiljnog odbacivanja energije.
Utjecaji te  politike dokazan je korištenjem Jiuquan vjetroenergetske baze u pokrajini Gansu. U prvoj fazi projekta Jiuquan planirana instalirana snaga do kraja 2010. iznosila je 3800 MW. Međutim konačni instalirani kapacitet do kraja 2010. godine iznosio je 5560 MW. Dodatni kapacitet od 1760 MW nije bio u skladu s nacionalnim planom koji je donijela središnja vlast, a potrošnja energije ne odgovara zahtjevima vjetroelektrane te nisu dostupni dalekovodi za prijenos enrgije u istočne dijelove zemlje. Većina tih dodatnih vjetroelektrana (oko 35 projekata veličine 49,5 MW) odobrila je lokalna samouprava Gansu kako bi izbjegli uključivanje središnje države. Međutim bez dovoljne potražnje za energijom u pokrajini Gansu i dalekovodima za prijenose električne energije za međuprovincije, posljednjih godina dolazi do smanjenja ulaganja u energiju vjetra.

## Utjecaj na regiju
Osim ograničenja negativnih utjecaja na klimatske promjene, projekt je osigurao i 32 stalna radna mjesta za provođenje projekta, a većina zaposlenih je bila iz susjednih sela. Gold Standard zahtjeva od projektanata da održe dva kruga konzultacija sa zainteresiranim stranama: jednom prije izgradnje i drugi puta tijekom izvedbe. Kao rezultat toga, lokalni stanovnici, gospodarstvenici, škole, vlade i neprofitne organizacije upućeni su tijek projekta i time je osigurana potpora projektu, ali i pozitivan utjecaj na društvo i okoliš te samoodrživost projekta. Investitor projekta donirao je pola milijuna RMB (oko 73.000 USD) za školu naziva ''Hope School'' u pokrajini Anxi. Donacija je omogućila izgradnju i opremanje škole. Kako bi se ispunili zahtjevi Gold Standard-a, dobrobit održivog razvoja koja proizlaze iz projekta mora biti praćena i kontrolirana. Iz toga razloga, uspjeh donacije za Hope School procijenjen je na temelju broja upisa u školu. Kako bi se osigurali svi ostali pozitivni utjecaji na društvo i okoliš, redovito je praćen broj zaposlenika, te kvaliteta tla, zraka i vode.